# プラズマくん
プラズマくんは、自然科学研究機構核融合科学研究所のマスコットキャラクター。プラズマをイメージしたキャラクター。2002年核融合科学研究所の解説用CDコンテンツ『核融合エネルギー 地球の未来のために』の案内キャラクターとして登場。2005年3月16日に着ぐるみがお披露目され、2005年12月にはクリスマスに合わせ、LEDによる電飾プラズマくんが誕生した。

## プラズマくんを見る方法
着ぐるみのプラズマくんは同研究所での一般公開などのイベントで出会うことができるほか、所内のみでなく研究所が出展するイベント等にも出張している。
電飾プラズマくんは夜中に電飾が光り、同研究所前の県道を通過する際に見ることができる。
また、東海環状自動車道土岐南多治見IC取り付け道路からも、同研究所のヘリウム貯蔵タンクに描かれたプラズマくんを望むことができる。